# Russ Johnson
Russ Johnson (* 8. Juli 1965 in Racine, Wisconsin) ist ein US-amerikanischer Improvisations- und Jazztrompeter.

## Leben und Wirken
Russ Johnson, der aus dem Mittleren Westen der USA stammt, arbeitete ab den 1990er-Jahren in der New Yorker Musikszene sowohl im Bereich des Jazz, der improvisierten als auch der Neuen Musik. Er leitet eigene Formationen wie das Quartett Save Big und ist Mitglied der kollektiven Ensembles The Other Quartet und New Math. Er gehörte zum New Nonet von Lee Konitz und dem Steve Swallow/Ohad Talmor L’Histoire du Clochard Sextett, mit denen er auch international auf Tournee war. Ferner arbeitete er mit Kenny Wheeler, Joe Lovano, Marc Ribot, David Liebman, Joe Maneri, The Jazz Passengers, Oliver Lake, Anthony Davis, Curtis Fowlkes, Roy Nathanson, Tony Malaby und Mat Maneri. Gemeinsam mit Co Streiff leitet er seit 2009 ein Quartett, mit dem er 2024 auch beim Jazz Festival Willisau auftrat. Mit Roy Nathanson, Myra Melford, Brad Jones und George Schuller führte er 2011 seine Version von Eric Dolphys Out to Lunch auf.
2013 kehrte Johnson nach Milwaukee zurück, wo er seitdem als Dozent an der University of Wisconsin-Parkside in Kenosha arbeitet. Daneben spielt er seitdem u. a. mit Jason Stein Michael Musillami, Ken Vandermark, Fred Lonberg-Holm und Tim Daisy. Im Bereich des Jazz war er zwischen 1994 und 2023 an 78 Aufnahmesessions beteiligt, u. a. auch bei Aufnahmen von Jon Irabagon, Michael Bates, Noah Preminger, Diedre Rodman, Nicolas Masson, Jason Rigby, Christof Knoche, Jenny Scheinman, Ken Thomson, Tommy Meier, Greg Ward (Touch My Beloved’s Thought, 2016), Jeb Bishop (Re-Collect, 2019), Ohad Talmor und der TILT Creative Brass Band (2011, mit Shane Endsley, Jacob Garchik, Paul Dietrich und Kevin Norton). 2023 legte Johnson das Album Revealvor. Zu hören ist er u. a. auch auf Geof Bradfields Album Quaver (2023).

## Diskographische Hinweise
- The Other Quartet: 13 Pieces (Knitting Factory Records, 1999)
- Mick Rossi-Russ Johnson Duo: New Math (Tone Science, 2004)
- Russ Johnson Quartet: Save Big (OmniTone Records, 2004, mit Kermit Driscoll, Mark Ferber, John O’Gallagher)
- Co Streiff-Russ Johnson Quartet: In Circles (Intakt Records, 2011, mit Christian Weber, Julian Sartorius)
- Russ Johnson, Dave Rempis, Joshua Abrams, Isaiah Spencer, Jeremy Cunningham: Harmattan (Aerophonic, 2019)
- Stirrup+6: The Avondale Addition  (2020)
- Ethan Philion: Meditations on Mingus (Sunnyside, 2022, mit Victor Garcia, Norman Palm, Brendan Whalen, Rajiv Halim, Geof Bradfield, Max Bessesen, Alexis Lombre, Dana Hall)
- Reveal (2023, mit Ethan Philion, Mark Feldman, Tim Daisy)
- Russ Johnson, Christian Weber, Dieter Ulrich: To Walk on Eggshells (2025)